# Ten Foot Pole
Ten Foot Pole is een Amerikaanse punkband afkomstig uit Simi Valley, Californië die in 1983 werd opgericht onder de naam Scared Straight, wat later in 1993 werd veranderd naar de huidige naam.
Als Scared Straight speelde de band hardcore punk en maakte de band onderdeel uit van de nardcore-beweging in Zuid-Californië gedurende de jaren 80. Scared Straight heeft een studioalbum uitgegeven, namelijk You Drink, You Drive, You Die (1988). De muziekstijl van Ten Foot Pole neigt meer naar punkrock en skatepunk. De band heeft onder deze naam zeven studioalbums en twee splitalbums laten uitgeven via verschillende platenlabels, waaronder Epitaph Records en Victory Records.

## Geschiedenis
Ten Foot Pole werd in 1983 opgericht in het Californische Simi Valley onder de naam Scared Straight, toentertijd een band die hardcore punk speelde. De band werd opgericht door een groep vrienden en werd aanvankelijk S.O.F. genoemd. De eerste leden van de band waren Scott Radinsky, Mike Thompson, Gary Gallanes en Dennis Jagard. De band werd opgericht om deel te kunnen nemen aan een zogenoemde "Battle of the Bands"-competitie die werd gehouden op een lokale ijsbaan. Na verschillende formatiewijzigingen en naamsveranderingen te hebben ondergaan, begonnen ze te spelen met een aantal nardcore-bands uit het nabijgelegen Oxnard, die hen hielpen naam te maken in deze scene. Alle Scared Straight-records zijn uitgebracht door het narcore-label Mystic Records.
Begin jaren negentig veranderden ze hun naam in Ten Foot Pole. Een van de redenen voor de naamswijziging was om afstand te nemen van de straight edge-reputatie die de band had gekregen met de naam Scared Straight. In het begin had Ten Foot Pole de reputatie een meer agressieve, hardcore punkband te zijn die graag lokale feesten aandeed. De band bracht rond deze tijd twee studioalbums uit onder hun nieuwe naam met de oude bezetting: Swill (1993) en Rev (1994). Na de uitgave van Rev en een split-ep met de Zweedse skatepunkband Satanic Surfers (getiteld Ten Foot Pole/Satanic Surfers), moest Radinsky noodgedwongen de band verlaten naar aanleiding van zijn professionele honkbalcarrière, die niet samenging met het verlangen van de rest van de leden van Ten Foot Pole om een serieuze band te zijn. De zangpartijen werden vanaf dat moment gedaan door Dennis Jagard.
De daaropvolgende studioalbums, Unleashed (1996) en Insider (1998), verkregen de band een nieuwe groep fans, maar de band verloor eveneens een aantal oude fans die de voorkeur gaven aan de stem van Scott. Het toenmalige platenlabel van Ten Foot Pole, Epitaph Records, liet de band vallen. Het vijfde studioalbum, getiteld Bad Mother Trucker (2002), werd uitgegeven via het platenlabel Victory Records, wat werd gevolgd door het zesde studioalbum, getiteld Subliminable Messages (2004), via Go-Kart Records. De band toerde door Europa om dit album te promoten, samen met de band Phinius Gage.
Op 4 april 2009 eindigde de band een drie jaar lange onderbreking met een show tijdens het Belgische Riorock-festival, gevolgd door een aantal shows in Californië eind 2011 en een korte tour door Australië in november 2012. De band liet in 2017 voor de eerste keer in 13 jaar tijd een nieuw studioalbum uitgeven, ditmaal getiteld Setlist, dat werd uitgegeven door Cyber Tracks, het platenlabel van NOFX-gitarist El Hefe en zijn vrouw.

## Discografie
| Studioalbums - Swill (1993, Ten Foot) - Rev (1994, Epitaph) - Unleashed (1997, Epitaph) - Insider (1998, Epitaph) - Bad Mother Trucker (2002, Victory) - Subliminable Messages (2004, Go-Kart) - Setlist (2017, Cyber Tracks) | Splitalbums - Ten Foot Pole/Satanic Surfers (1995, Bad Taste) - Ten Foot Pole/Taking Back Sunday (2002, Victory) |